# قواع جبلي
القواع الجبلي (الإسم العلمي:Lepus timidus) أو القواع الأزرق هو نوع من الثدييات يتبع فصيلة الأرانب ضمن رتبة الأرنبيات.